# The Typing of the Dead
The Typing of the Dead (яп. ザ・タイピング・オブ・ザ・デッド) — японская компьютерная игра, разработанная Wow Entertainment и выпущенная компанией Sega. Первоначально игра вышла в 1999 году для аркадных автоматов, а в 2000 году состоялся релиз для консоли Dreamcast. Компания Empire Interactive занималась портированием The Typing of the Dead на Windows. В 2004 году Smilebit издала игру для PlayStation 2; портированная версия получила название The Typing of the Dead: Zombie Panic.
The Typing of the Dead является переработанной версией игры The House of the Dead 2. Основным отличием от оригинала стало полностью изменённое управление, которое в The Typing of the Dead осуществлялось не световым пистолетом, а компьютерной клавиатурой. Игроку нужно своевременно набирать слова, фразы и предложения, чтобы отразить атаки врагов.
Несмотря на падение популярности развивающих компьютерных игр и головоломок, The Typing of the Dead была высоко оценена критиками за юмористическую составляющую, сложность и оригинальность, а версия игры для PC снискала коммерческий успех. В 2012 году увидел свет ремейк The Typing of the Dead для iOS, вышедший под названием Flick of the Dead. Сиквел, The Typing of the Dead 2, выпущен в 2007 году только в Японии для аркадных автоматов и ПК. Игра Typing of the Dead: Overkill, основанная на The House of the Dead: Overkill, поступила в продажу для Windows в октябре 2013 года.

## Игровой процесс

Кадр из игры

The Typing of the Dead обычно рассматривается как ремейк или модификация The House of the Dead 2. В игре сохранён вид от первого лица и стиль перемещения по локациям, но вместо отстрела зомби игрок должен вводить слова, чтобы уничтожить противника. Необходимые слова, фразы или предложения отображаются в окне рядом с врагом. Длина и сложность фраз увеличивается по ходу игры. Для изменения маршрута и перехода в другую локацию необходимо убить определённое количество зомби за ограниченный временной промежуток. В случае неверного или несвоевременного ввода слов игрок погибает. В The Typing of the Dead, как и в оригинальной игре, присутствуют секреты и бонусы, открывающиеся по мере прохождения. Помимо всего прочего, есть возможность спасать горожан.
В версии для игровых автоматов и Microsoft Windows представлены два режима режима — «Original» и «Arcade». Издания игры для консолей Dreamcast и PlayStation 2, кроме основных, также имели три дополнительных обучающих режима: «Tutorial», «Drill» и «Boss».

## Сюжет
Сюжетная линия The Typing of the Dead фактически идентична The House of the Dead 2. Игроку на выбор предоставляются два персонажа, агенты AMS Джеймс Тэйлор и Гэри Стюарт. Действие разворачивается 26 февраля 2000 года в Венеции, куда агентов направляют для расследования причины внезапного появления там зомби. Выясняется, что за этим стоит Калеб Голдман — магнат, учёный и глава DBR Corporation, главной целью которого является взять контроль над человечеством. Агентам приходится бороться с результатами экспериментов Голдмана и DBR Corporation. Битва с финальным боссом Императором полностью отличается от аналогичного этапа в The House of the Dead 2. Император задаёт вопросы и в зависимости от честности ответов изменяется окончание игры.

## Выпуск

The Typing of the Dead: Zombie Panic, вышедшая исключительно для японского рынка

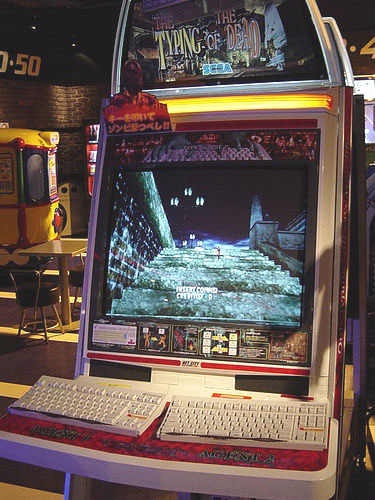
Аркадный автомат The Typing of the Dead

The Typing of the Dead первоначально была выпущена для аркадных автоматов в Японии в 1999 году. Сам автомат был оснащён двумя клавиатурами типа QWERTY. Первый релиз для домашней консоли Dreamcast состоялся 30 марта 2000 года для японского рынка; на территории США игра поступила в продажу в январе 2001. Управление в Dreamcast-версии осуществлялось специальной клавиатурой. Портированием занималась Smilebit, команда разработчиков Sega, которая отделилась от основной компании. Перенос игры на Dreamcast стал одним из первых проектов Smilebit.
Порт для персональных компьютеров был подготовлен Empire Interactive и выпущен в сентябре 2001 года. В октябре 2007 ПК-версия The Typing of the Dead была размещена на игровом сервисе GameTap.
Smilebit также издала игру для консоли PlayStation 2; эта версия имела название The Typing of the Dead: Zombie Panic. Игра была выпущена в Японии в декабре 2004 года. The Typing of the Dead: Zombie Panic распространялась в комплекте со специальной USB-клавиатурой для PlayStation 2. Ожидалось, что игра будет полноценным ремейком оригинальной The Typing of the Dead с полностью обновлённой графикой, но изменений внесено не было, за исключением новых мини-игр, включённых в основную сюжетную линию. Порт был негативно воспринят общественностью, из-за чего The Typing of the Dead: Zombie Panic не выпускалась за пределами Японии.
В 2012 для iOS выпущен ремейк, Flick of the Dead. Для ввода слов использовались специальные иконки на экране.

### Сиквелы
В 2007 году выпущено продолжение — The Typing of the Dead 2. Игра издана только в Японии для аркадных автоматов в 2007 году, а в марте 2008 портирована на Microsoft Windows. The Typing of the Dead 2 представляет собой переработанную версию The House of the Dead III. Сюжет The Typing of the Dead 2 также соответствовал оригиналу, но уничтожение зомби производилось путём набора текста.
29 октября 2013 для Microsoft Windows выпущена игра The Typing of the Dead: Overkill, являющаяся альтернативным вариантом The House of the Dead: Overkill. За исключением управления игра, с точки зрения механики и опционально, полностью основана на оригинале. К The Typing of the Dead: Overkill также существует дополнительный загружаемый контент.

## Реакция общественности
| Сводный рейтинг    | Сводный рейтинг            |
| Агрегатор          | Оценка                     |
| ------------------ | -------------------------- |
| GameRankings       | 82,76 % (SDC) 70,67 % (PC) |
| Metacritic         | (DC) 83/100 (PC) 75/100    |
| Иноязычные издания |                            |
| Издание            | Оценка                     |
| AllGame            | (PC) · (DC)                |
| EGM                | 7,5/10                     |
| Eurogamer          | 8/10                       |
| Game Informer      | 9/10                       |
| GamePro            | [ 33 ]                     |
| GameRevolution     | B                          |
| GameSpot           | (DC) 8,7/10 (PC) 7,5/10    |
| GameSpy            | (DC) 8/10 (PC) 78 %        |
| GameZone           | 8/10                       |
| IGN                | (DC) 9/10 (PC) 8/10        |
| PC Gamer (US)      | 69 %                       |

The Typing of the Dead была одобрительно воспринята игровыми изданиями и сайтами. На GameRankings игра имеет 82,76 % (версия для Dreamcast) и 70 % (ПК-версия) положительных рецензий. В свою очередь, на Metacritic 83 из 100 благожелательных рецензий имеет издание на Dreamcast, и 75 из 100 версия для Windows. В основном обозреватели высоко оценили необычный формат игры, абсурдный юмор, незаурядность фраз и предложений, генерируемых в The Typing of the Dead на более поздних уровнях. Также рецензенты положительно отнеслись к озвучиванию, которое было перенесено из The House of the Dead 2.
В то же время графика была подвергнута критике, из-за полного отсутствия каких-либо изменений в сравнении с оригиналом. Противоречивые оценки были поставлены некоторыми изданиями за геймплей. Например, редколлегия журнала PC World занесла The Typing of the Dead в список «10 худших игр», в то время, как Game Informer назвал игру самым странным релизом всех времён.
Наиболее успешным в коммерческом плане оказалась The Typing of the Dead для Windows; к 2003 году было продано около 120 000 копий.